# Loosi
Loosi – wieś w Estonii, w prowincji Võru, w gminie Vastseliina.